# Netvibes
Netvibes (произнася се nǝtvaibz, превод от английски: вибрации на мрежата) е Ajax-базирана стартова страница, подобна на My Yahoo!, iGoogle и Microsoft Live.
Навигацията ѝ е в таблици, всяка съдържаща различни инсталирани от потребителя модули, като RSS/Atom емисии, iCal календари, Gmail съобщения, бележки, търсачка, прогноза за времето, Google Docs & Spreadsheets документи, отметки, del.icio.us, Meebo и модули, създадени от потребители.
Създадена е от французите Tariq Krim и Florent Frémont през 2005 г. През 2008 г. заработва обновеното ѝ издание Ginger.